# Heavenly (prénom)
Pour les articles homonymes, voir Heavenly.
Heavenly est un prénom féminin,.

## Sens et origine du prénom
Heavenly signifie en français céleste ou divin.

## Fréquence
- En France, l'INSEE recense ce prénom dans seulement 7 naissances entre 1999 et 2015[a],[1].
- Aux États-Unis, ce prénom est recensé dans 2679 naissances entre 2015 et 2017[4].